# Evangelische Kirche Lutherischen Bekenntnisses in Brasilien
Die Evangelische Kirche Lutherischen Bekenntnisses in Brasilien (Igreja Evangélica de Confissão Luterana no Brasil, Abkürzung: IECLB) ist eine protestantische Kirche in Brasilien. Der Sitz der Kirchenleitung ist in Porto Alegre. Eine eigene Ausbildungsstätte ist die 1946 gegründete Theologische Hochschule in São Leopoldo.

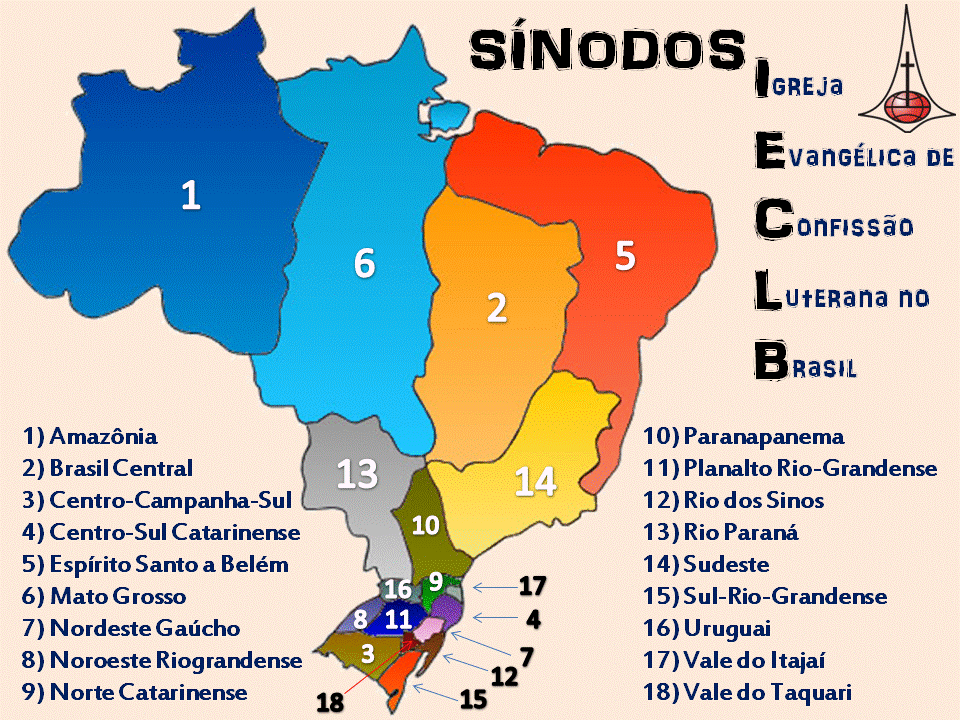
18 Synoden der IECLB

Die Kirche ist in 18 Synoden (Kirchenkreis) gegliedert, zu denen 475 Pfarreien mit 1810 Gemeinden gehören. Die Mitgliederzahl wird mit 715.085 Personen angegeben. Das 31. Kirchenkonzil der IECLB wählte im Oktober 2018 bei seiner Tagung in Curitiba Pfarrerin Sílvia Beatrice Genz zur Kirchenpräsidentin.
Die IECLB geht auf deutschsprachige Einwanderer im frühen 19. Jahrhundert zurück. Diese trafen ab 1824 in den Bundesstaaten Rio Grande do Sul, Santa Catarina, Paraná und Espirito Santo ein. Die ersten Gemeindegründungen erfolgten 1827 in Nova Friburgo und São Leopoldo. Von 1875 bis 1914 erfolgte dann nochmals eine starke Einwanderung deutschsprachiger Lutheraner. 1886 wurde als Zusammenschluss von Gemeinden die Sinodo Riograndense gegründet, die sich 1901 in Deutsche Evangelische Kirche von Rio Grande do Sul (Riograndenser Synode) in Brasilien umbenannte und sich 1929 dem Deutschen Evangelischen Kirchenbund anschloss. In anderen Landesteilen entstanden ebenfalls ab Ende des 19. Jahrhunderts ebenfalls Synoden. Auch die 1905 aus der Bayerischen Missionsarbeit entstandene Evangelisch-Lutherische Synode von Santa Catarina, Paraná und anderen Staaten Brasiliens schloss sich 1933 dem Deutschen Evangelischen Kirchenbund an. 1949 schlossen sie sich mit weiteren Synoden zu einem Synodalverband zusammen, aus denen 1968 eine lutherische brasilianische Kirche entstand. Nach der Neustrukturierung 1998 hat die IECLB ihre heutige Struktur mit 18 Synoden.
Die Zusammenarbeit zwischen der IECLB und der Evangelisch-Lutherischen Kirche in Bayern geht auf das Jahr 1897 zurück, als Pfarrer Otto Kuhr aus Rothenburg vom Verband der lutherischen Gotteskastenvereine als Seelsorger der brasilianischen Lutheraner entsandt wurde. Seit 1980 besteht eine Partnerschaftsvereinbarung zwischen beiden Kirchen.
Mit über 700.000 Mitgliedern ist die IELCB die weitaus größte Mitgliedskirche des Ökumenischen Rats der Kirchen in Lateinamerika. Sie ist außerdem Mitglied im Lutherischen Weltbund.